# M/T Ancona
M/T Ancona je bio trajekt za dužobalne i međunarodne linije između Italije i Hrvatske. Bio je u vlasništvu hrvatsko-talijanskog brodara Blue Linea. Izgrađen je 1966. u Švedskoj za švedskog naručitelja. U svojoj povijesti brod je puno puta mijenjao vlasnike i imena. Izrezan je u indijskom Alangu 2011. godine.

## Vanjske poveznice
|  | Zajednički poslužitelj ima još gradiva o temi M/T Ancona |